# إسرائيلية بريطانية

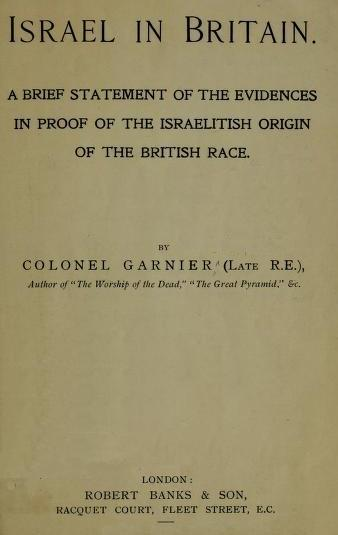

تعود جذور اعتقاد الإسرائيلية البريطانية (ويُطلق عليها أيضًا الأنجلو إسرائيلية) إلى علم الآثار الزائف وتشير إلى أن سكان الجزر البريطانية هم «أسلاف مباشرون من الناحية الوراثية والعرقية واللغوية» من الأسباط العشرة المفقودة في إسرائيل القديمة. ولما كانت جذورها قد نمت في القرن السادس عشر، كانت الإسرائيلية البريطانية مستوحاة من العديد من الكتابات الإنجليزية في القرن التاسع عشر مثل كتاب المؤرّخ جون ويلسون «أصلنا الإسرائيلي» الذي نُشر في عام 1840. جرى تأسيس منظمّات إسرائيلية بريطانية مختلفة في جميع أنحاء الإمبراطورية البريطانية وفي أمريكا منذ سبعينيات القرن التاسع عشر. ينشط عدد من هذه المنظمات على نحوٍ مستقل اعتبارًا من أوائل القرن الحادي والعشرين. في أمريكا، دفعت الفكرة إلى تأسيس حركة الهوية المسيحية.
دُحضت الأسس التي ترتكز عليها الإسرائيلية البريطانية بأدلّة من البحوث الأثرية والإثنولوجية والجينية واللغوية الحديثة.

## تاريخ الحركة

### المصطلحات الأولى المسجّلة
وفقًا لبراكني (2012) وفاين (2015)، فإن عمل القاضي الهوغونوتية الفرنسية إم. أو. لوايير «الأسباط الضائعون» -الذي نُشر في عام 1590- قدّم أول تعبير ينصّ على أن «الأنجلو سكسونية، والسلتية، والاسكندنافية، والجرمانية، والثقافات المرتبطة بها» تنحدر مباشرة من الإسرائيليين القدماء. نُسبت الأنجلو إسرائيلية أيضًا إلى فرانسيس دريك وجيمس السادس وجيمس الأول، الذي اعتقد أنه ملك إسرائيل. كتب أدريان فان شريك (1560-1621)، الذي تأثّر به كل من هنري سبيلمان (1562-1641) وجون سادلر (1615-1674)، في أوائل القرن السابع عشر عن أفكاره حول أصول الشعوب السلتية والساكسونية. في عام 1649، نشر سادلر عمله الذي حمل عنوان «حقوق المملكة»، الذي يجادل فيه حول «النسب الإسرائيلي للشعب البريطاني».
يعود أثر مجالات الإسرائيلية البريطانية وتأثيراتها أيضًا إلى عمل ريتشارد براذرز «معرفة النبوءات والأزمنة» في عام 1794، وعمل جون ويلسون «أصلنا الإسرائيلي» الذي نُشر عام (1840)، وعمل جون بيم ييتمان «الأصل السامي لأمم أوروبا الغربية» الذي نُشر في عام (1879).

### تأسيسها
نشأت الإسرائيلية البريطانية في إنجلترا، ثم امتدّت إلى الولايات المتحدة. يستشهد الإسرائيليون البريطانيون بالعديد من المخطوطات التي يعود تاريخها إلى العصور الوسطى للزعم بوجود أصلٍ أقدم، ولكن ظهرت الإسرائيلية البريطانية بصفتها حركة متميزة في أوائل ثمانينيات القرن التاسع عشر:
على الرغم من أن المجتمعات البريطانية الإسرائيلية في الشتات قد نشأت وذاع صيتها منذ عام 1872، لم يكن ثمة أي تحرّك حقيقي في البداية لتأسيس منظمّة تتجاوز المجموعات الصغيرة من المؤمنين التي ظهرت عفويًا حينها. ونتيجةً لذلك، يمكن إرجاع تاريخ بدايات الحركة بصفتها قوة دينية تحديدًا إلى ثمانينيات القرن العشرين، عندما كانت ظروف العصر مواتية على وجه الخصوص لظهور حركةٍ ذات توجّهٍ إمبريالي.

### ذروة الامتثال، في نهاية القرن التاسع عشر وأوائل القرن العشرين
يمكن قياس مدى وعي رجال الدين في بريطانيا للحركة من خلال التعليق الذي أدلى به الكاردينال جون هنري نيومان (1801-1890) عندما سُئل عن سبب مغادرته لكنيسة إنجلترا في عام 1845 لينضمّ إلى الكنيسة الكاثوليكية الرومانية. إذ قال إن هناك خطرًا حقيقيًا يُحدق ويتمثّل بسيطرة الحركة على «كنيسة إنجلترا».
في أواخر القرن التاسع عشر، طوّر إدوارد هاين وإدوارد ويلر بيرد وهربرت ألدرسميث الحركة الإسرائيلية البريطانية. كان هاين وبيرد ليُحقّقا درجةً من «التماسك العقائدي» عبر القضاء على الأشكال المُنافسة لهذه الإيديولوجيا: في عام 1878، جمعية الأنجلو إفرايم بلندن، التي تبعت ويلسون في احتضان مجتمع الشعوب الجرمانية الغربية الأوروبية بنطاقها الأوسع من بين تلك الشعوب التي اعتقدوا أنها شعوب الله المختارة، ويجري استيعابها في جمعية بيرد الحضرية الأنجلو إسرائيلية عبر تبنّي وجهة النظر الأنجلو الخالصة التي يروّج لها هاين.
بحلول تسعينيات القرن التاسع عشر، كانت «الجمعية الأنجلو إسرائيلية» تضمّ 300 عضو؛ كان مقرّها في بريطانيا وقد أسّسها الطبيب جورج مور في عام 1879. غادر هاين في وقت لاحق متوجّهًا إلى الولايات المتحدة، حيث روّج للحركة.
ذكرت الموسوعة اليهودية عام 1906 أن أتباع الإسرائيلة البريطانية «يُقال إن عددهم قد وصل المليونين في إنجلترا والولايات المتحدة»، وهو رقم غير موثوق به إذا كانت عضوية الجمعيات وأرقام الاشتراك في المجلات تعَل دليلًا؛ بالإضافة إلى أن من شبه المستحيل تحديد عدد المتعاطفين البروتستانت السلبيين.
بين عامي 1899 و1902، حفر أنصار الإسرائيلية البريطانية أجزاء من تل تارا اعتقادًا منهم أن تابوت العهد قد دُفن هناك، ما ألحق أضرارًا كبيرة بأحد أقدم المواقع الأثرية والملكية في أيرلندا. في الوقت نفسه، أصبحت الإسرائيلة البريطانية مرتبطة بمختلف نظريات التنجيم الهرمي لعلم الآثار الزائف، مثل فكرة أن هرم خوفو يحتوي على علم الأعداد التنبّؤي للشعوب البريطانية.
في عام 1914، في السنة الرابعة والثلاثين من نشرها، أدرج التقويم الإنجليزي الإسرائيلي تفاصيل عدد كبير من مجموعات هوية المملكة التي تعمل على نحو مستقل في جميع أنحاء الجزر البريطانية وفي أستراليا ونيوزيلندا وجنوب إفريقيا وكندا والولايات المتحدة الأمريكية.
في عام 1919، تأسّس الاتحاد الإسرائيلي البريطاني العالمي (BIWF) في لندن، بالإضافة إلى تأسيس شركة العهد للنشر في عام 1922. كان وليام باسكو غوارد أول مدير لدار النشر. في هذا الوقت، رعى العديد من الشخصيات البارزة منظمة (BIWF) ودار نشرها. كانت الأميرة أليس، كونتيسة أثلون، راعيةً رئيسة قبل الحرب العالمية الثانية. كان ويليام ماسي أحد أبرز الأعضاء، يليه رئيس وزراء نيوزيلندا. بسبب الطبيعة الواسعة للإمبراطورية البريطانية، انتشر المؤمنون بإسرائيل البريطانية في جميع أنحاء العالم ووسّعت BIWF من تنظيمها لتشمل الكومنولث. نهض هوارد راند بالتدريس، وأصبح المفوّض الوطني للاتحاد الأنجلو سكسوني الأمريكي في عام 1928. نشر عمله «النشرة»، التي أعاد تسميتها لاحقًا باسم «رسول العهد». في الآونة الأخير، كُرر تغيير اسمها لتصبح «القدر».
في ذروتها في أوائل القرن العشرين، دعم جون فيشر -البارون الأول لفيشر- الإسرائيليةَ البريطانية أيضًا. وكان المؤلّف ألكسندر جيمس فيريس مؤّلّفًا غزير الإنتاج يكتب عن الإسرائيلية البريطانية في ثلاثينيات القرن العشرين وأربعينياته.

## الحركة المعاصرة
ما تزال BIWF موجودة، إذ يقع مقرّها الرئيس في بيشاب أوكلاند في مقاطعة دورهام. بالإضافة إلى أن لديها فروعًا في أستراليا وكندا وهولندا ونيوزيلندا وجنوب أفريقيا.
في عام 1968، قدّر أحد المصادر وجود ما يتراوح عدده بين 3 آلاف و5 آلاف مناصر لنظرية الإسرائيلية البريطانية في بريطانيا. هناك، درّست بعض الكنائس الخمسينية الصغيرة علم اللاهوت. أحدث تبنّي جورج جيفريز، مؤسس كنيسة إيلم الخمسينية، للإسرائيلية البريطانية انشقاقًا، ما دفعه إلى تقديم استقالته في عام 1939 وتشكيل زمالة الكنيسة على غرار الكتاب المقدس، تواصل تدريس المذهب.

## المزاعم والنقد
تعرّضت الإسرائيلية البريطانية للنقد بسبب ضعف البحوث والدراسات. تُلخّصها الموسوعة البريطانية في عام 1910 بما يلي: «تستند نظرية [الإسرائيلية البريطانية] على فرضيات يعتبرها العلماء -اللاهوتيون والأنثربولوجيون- غير منطقية كليًّا».لا تتفق الدراسة الحالية مع مزاعم الإسرائيلية البريطانية، مع أخذ العلماء في الحسبان «المُغالطات التاريخية واللغوية» بالإضافة إلى صلاته بمعاداة السامية. تشير عالمة الأنثروبولوحيا إيمي هيل (2015) إلى «الدليل الثقافي والتاريخي والوراثي القاطع الذي يدحضها».